# Fontaneweg
Fontanewege  (oft auch Fontanewanderwege) sind Wander- und Radrouten, die auf den Spuren von Theodor Fontanes Werk Wanderungen durch die Mark Brandenburg durch die ehemalige Mark Brandenburg führen. In seinem fünfbändigen Werk, das zwischen 1862 und 1889 erschien, beschrieb Fontane aufgrund eigener Wanderungen Schlösser, Klöster, Orte und Landschaften der Mark, ihre Bewohner und ihre Geschichte.
Die Wege sind noch weitgehend unbekannt, nur in wenigen Karten verzeichnet und oft unzureichend markiert. Die ersten sechs Fontanewanderwege wurden 1988 zum 90. Todestag des Dichters ausgeschildert und sind soweit erschlossen, dass sie als Wanderwege an ein überregionales Wanderwegenetz angeschlossen werden konnten, führend ist hierbei der Landkreis Potsdam-Mittelmark. Inzwischen haben sich mehrere Fontanewandervereine gegründet, deren Wanderfreunde diese Wege neu entdecken.
Die bisher zusammengestellten Wege bilden keine authentischen Touren ab, wie sie Fontane in dieser Form unternommen hätte. Zudem ist nicht in jedem Fall bekannt, welche Wege genau Fontane seinerzeit begangen hat. Ferner sind einige Wege nach der Zerteilung der Landschaft durch Eisenbahnlinien und Autobahnen nicht mehr vorhanden. Insofern stellen die Fontanewege zum Teil willkürliche Verknüpfungen zwischen in den Wanderungen beschriebenen Orten und Kulturgütern dar, die nach heutigen landschaftlichen Gegebenheiten gebildet wurden und möglichst landschaftlich ansprechende Wegführungen abseits der Straßen bieten. Fontane machte bei seinen Touren einen Bogen um Berlin. Dass Abschnitte der heutigen Fontanewege dennoch durch Teile Berlins führen, liegt daran, dass diese heutigen Berliner Ortsteile zu Fontanes Zeit zur Provinz Brandenburg gehörten und erst 1920 mit der Bildung Groß-Berlins in die Hauptstadt eingemeindet wurden.

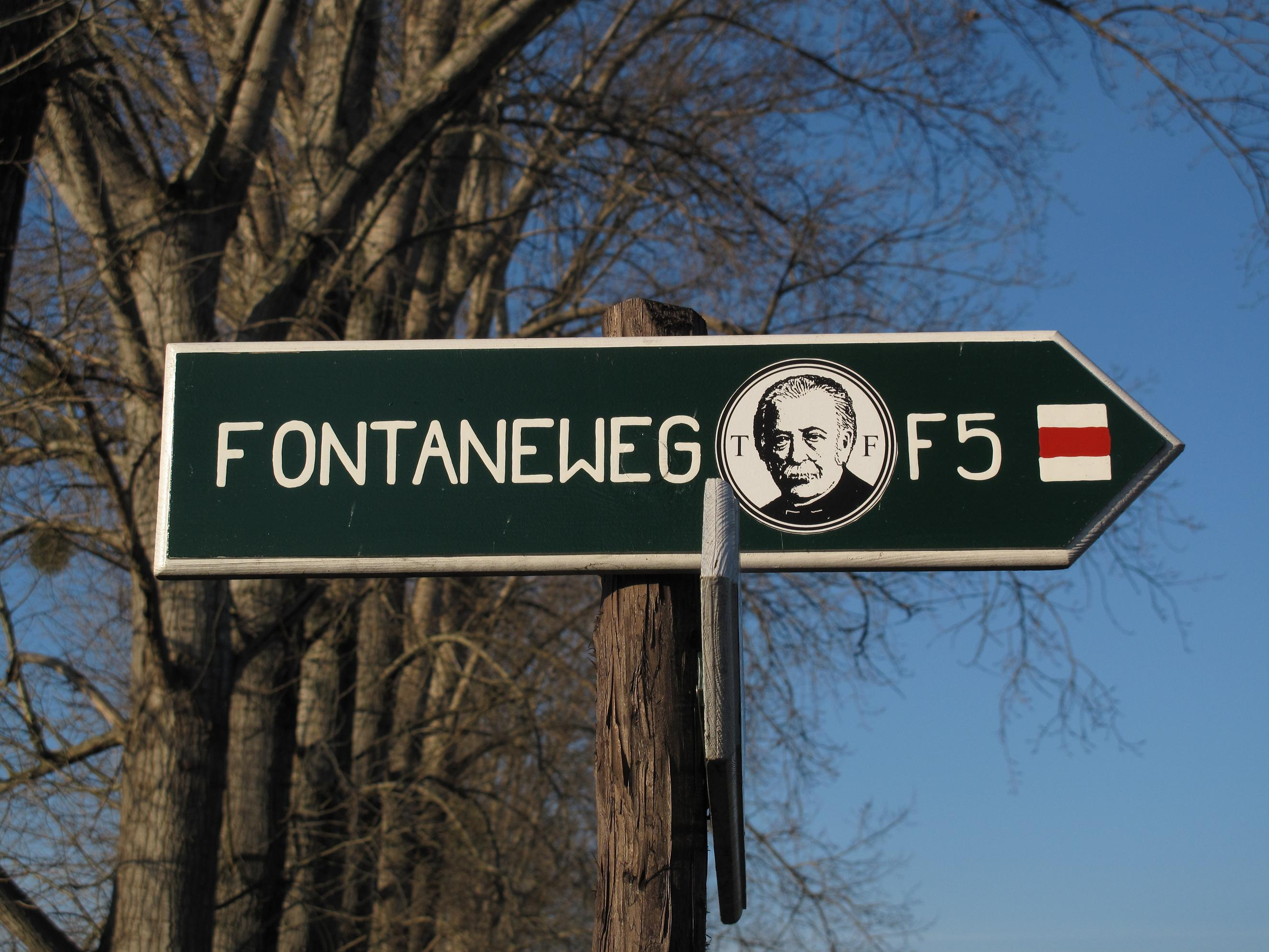
Abschnitt F5

## Abkürzungen F und TF
Teilweise parallel zu den Fontanewegen mit dem Kürzel F verlaufen im Landkreis Teltow-Fläming TF-Rad-Routen, insbesondere TF4 und TF5. Dabei steht TF nicht für Theodor Fontane, sondern für Teltow-Fläming. Hingegen steht bei den drei Rad-Rundwegen TF 1, TF 2 und TF 3 im Landkreis Märkisch-Oderland (unten aufgeführt im Kapitel Theodor-Fontane-Fernwanderweg) das TF für Theodor Fontane.

## Fontanewege F1–F6 im Landkreis Teltow-Fläming und in Berlin
Markierung roter Balken, zumeist auf den Schildern ein Fontanekopf.

### Fontaneweg F1
Die etwa zehn Kilometer lange Route beginnt am S-Bahnhof Berlin-Köpenick und führt durch die Altstadt zum Müggelsee. Im Kapitel Der Müggelsee schreibt Fontane:

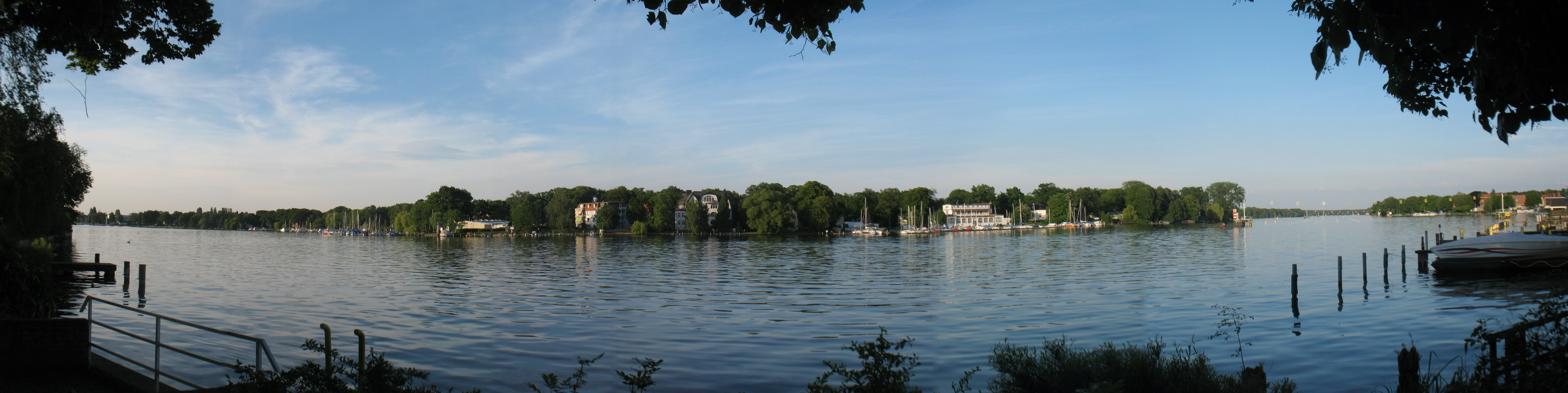
Blick über den Langen See auf Wendenschloß

„Es freut das Herz, so an der Müggel zu sitzen und die leise Musik von Wald und Wasser um sich her, die Stunden zu verträumen. Die Sonne sinkt und das Bild, das beim ersten Anblick […] eine gewisse Monotonie zeigte, gewinnt mehr und mehr Gewalt über uns und spinnt uns in den alten Müggelzauber ein.“

Nach dem Landschaftsschutzgebiet Neue Wiesen, dem Wendenschloß und der Fahrt mit der Fähre über den Langen See nach Berlin-Grünau endet der Weg am S-Bahnhof Grünau.

### Fontaneweg F2
Der Wanderweg bildet den direkten Anschluss an den ersten Weg ab S-Bahnhof Grünau und ist etwa 22 km lang. Er führt am Langen See (Karolinenhof) vorbei in das Land Brandenburg. An der Wegstrecke liegt der Zeuthener See nahe Eichwalde, das Naturschutzgebiet Höllengrund, Zeuthen und Wildau, bis das Ziel, Königs Wusterhausen, mit dem Jagdschloss des Großen Kurfürsten Friedrich Wilhelm, erreicht ist. Es besteht wieder S-Bahnanschluss. Königs Wusterhausen besuchte Fontane im Juni 1862 auf seiner Pfingstfahrt in den Teltow und widmete dem ehemaligen Wendisch-Wusterhausen und dem Schloss im Band Spreeland ein Kapitel.

### Fontaneweg F3

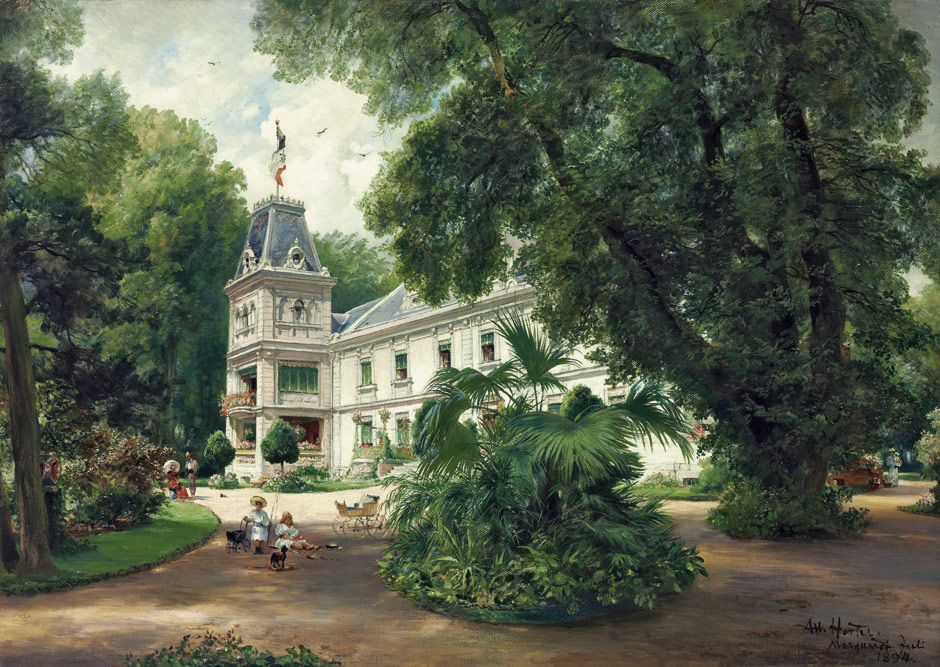
Schloss Marquardt auf einer Zeichnung von Albert Hertel von 1894

Dieser Weg führt von Groß Glienicke nach Marquardt mit dem Schloss Marquardt, das heute eine beliebte Filmkulisse ist. In Neu Fahrland erreicht man Wegepunkte zu weiteren Wanderstrecken. Im Kapitel Fahrland im Band Havelland der Wanderungen beschreibt Fontane neben dem Ort mit Amtshaus, Kirche und Pfarre (ausführliche Wiedergaben aus der Fahrlander Chronik) den Königswall, das Helmenholz und den Kirchberg.

„Pappeln und Elsen fassen die zahlreichen Wege ein; Schlickmühlen stehen an den Gräben hin, bereit um die Regenzeit, wenn alle Felder zu Inseln geworden sind, ihre Tätigkeit zu beginnen. Im ganzen eine reizlose Landschaft, gleich arm an charakteristischen wie an Schönheitspunkten.“

### Fontaneweg F4
Die Route F4 verbindet in einem Dreiviertel-Rundkurs Mittenwalde über die Notte-Niederung, quer über den Teltow und durch die Nuthe-Nieplitz-Niederung mit Potsdam.
Der Weg führt von Mittenwalde über Zossen, über die Ortsteile Mellensee und Saalow der Gemeinde Am Mellensee und über Christinendorf nach Trebbin, wo er den Naturpark Nuthe-Nieplitz erreicht. Nach dem Anstieg über die Höhen der Stauchmoräne Glauer Berge senkt sich der Weg nach Blankensee. Hier, im von ihm so genannten Thümenschen Winkel, besuchte Fontane unter anderem das Herrenhaus Blankensee, das spätere Refugium des Schriftstellers Hermann Sudermann. Nach dem Dorf Schiaß, dem kleinsten Ortsteil der Mittelstadt Ludwigsfelde, folgt der F4 ein Stück dem Königsgraben. Richtung Westen verlässt er die Niederung und steigt hoch zum Saarmunder Endmoränenbogen, der die östliche Begrenzung der Zauche zur Nuthe-Nieplitz-Niederung bildet. Über die Höhen des Endmoränenbogens gelangt der Weg durch die Fresdorfer Heide, über den Ziebchenberg (81 m) und den Saarmunder Berg (97 m) bei Saarmund, wo ein Anschluss an den F5 gegeben ist, erneut in die Niederung. Am Berliner Außenring verlässt der Wanderweg den Naturpark. Bis Potsdam folgt er weitgehend dem Lauf der Nuthe und erreicht nach den naturgeschützten Babelsberger Nuthewiesen das Zentrum der Landeshauptstadt. Der Fontaneweg F4 endet an der Potsdamer Nuthemündung in die Havel.

### Fontaneweg F5

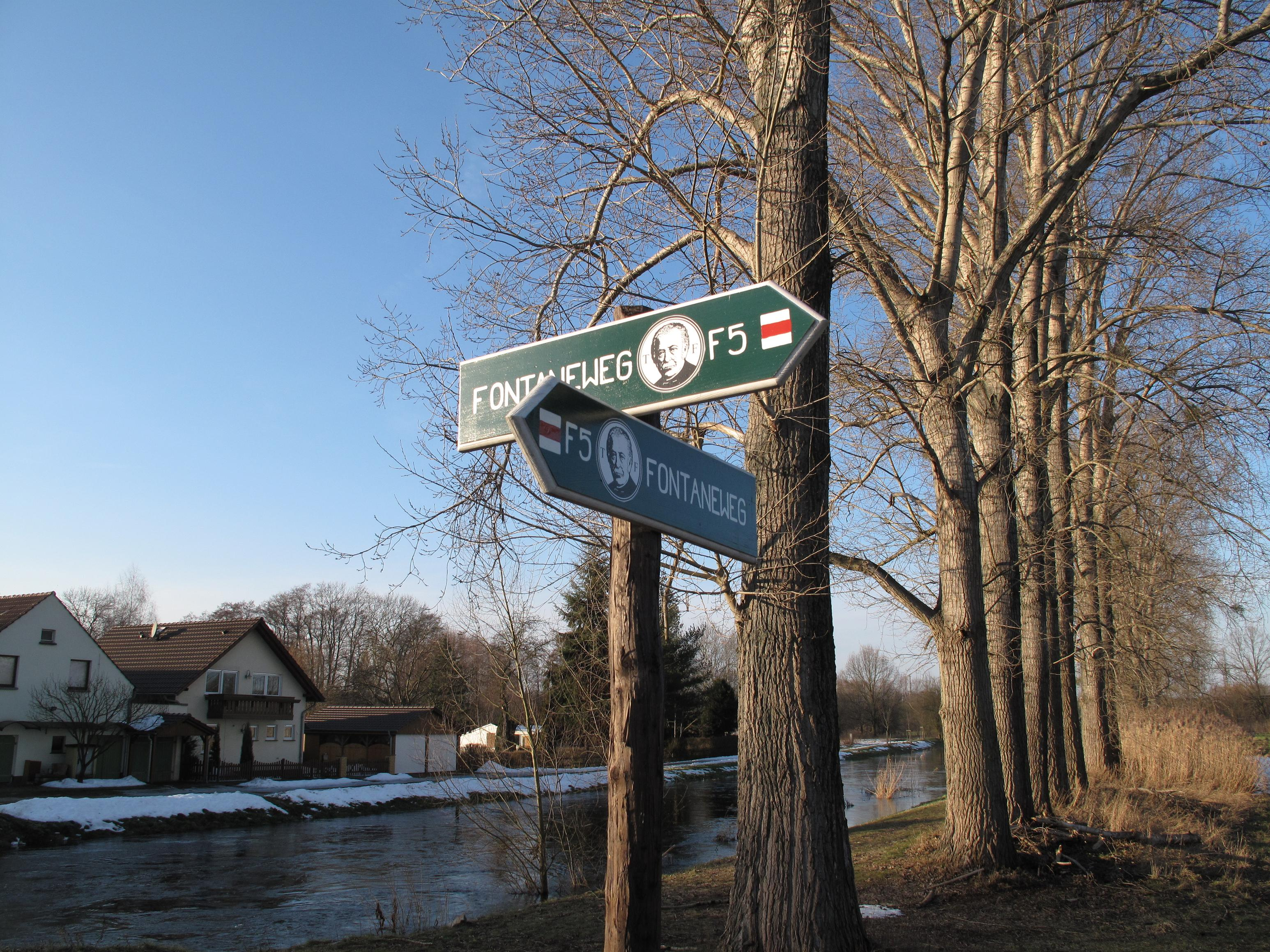
F5 an der Nuthe in Saarmund

Der überregional als Rundweg ausgelegte Fontanewanderweg F5 verbindet unter anderem Teltow, Kleinmachnow und Stahnsdorf. Der rund 90 Kilometer lange Weg ist angebunden an den Naturlehrpfad Bäketal und verläuft auf der von Fontane beschriebenen Strecke von „Klein Machnow auf dem Sande“ zu dem „Gütergotz“ (Güterfelde) sowie einem Teil der Parforceheide. Über Ruhlsdorf, Großbeeren, Genshagen geht der Weg nach Löwenbruch. Im Gutshaus Löwenbruch führte Fontane Gespräche, die er im Band Spreeland im Kapitel Löwenbruch festhielt. Auszug:

„Auf dem Tische vor uns steht ein Serpentinenkrug, der das Wappen der von Otterstedts auf seinem Silberdeckel trägt; […]. Der letzte rote Streifen über den Tannen ist hin und das leise Singen des Kessels im Nebenzimmer kündet uns die Teestunde. Niemand spricht mehr, aber es ist als flüsterten die Stimmen derer, die nicht mehr sind.“

Nach Kerzendorf und Thyrow erreicht der Weg bei Großbeuthen den Naturpark Nuthe-Nieplitz. Von Kleinbeuthen führt er weiter nach Jütchendorf und Gröben, wo Fontane mehrfach das älteste erhaltene Kirchenbuch (1575) der Mark Brandenburg einsah. Nach den Stationen Fahlhorst und Saarmund – hier hatte Fontane vergeblich nach den Nutheburgen aus der Gründungszeit der Mark gesucht – und Philippsthal schließt sich das Wanderrund.

### Fontaneweg F6

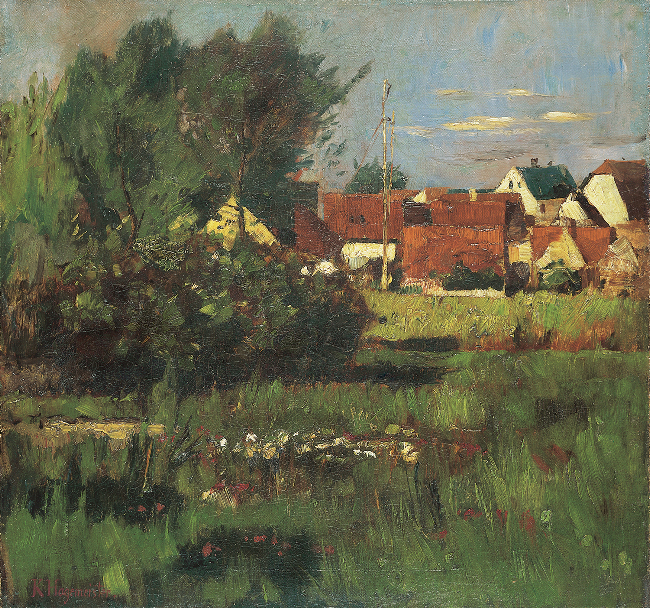
Karl Hagemeister: Ansicht von Ferch am Schwielowsee, um 1880

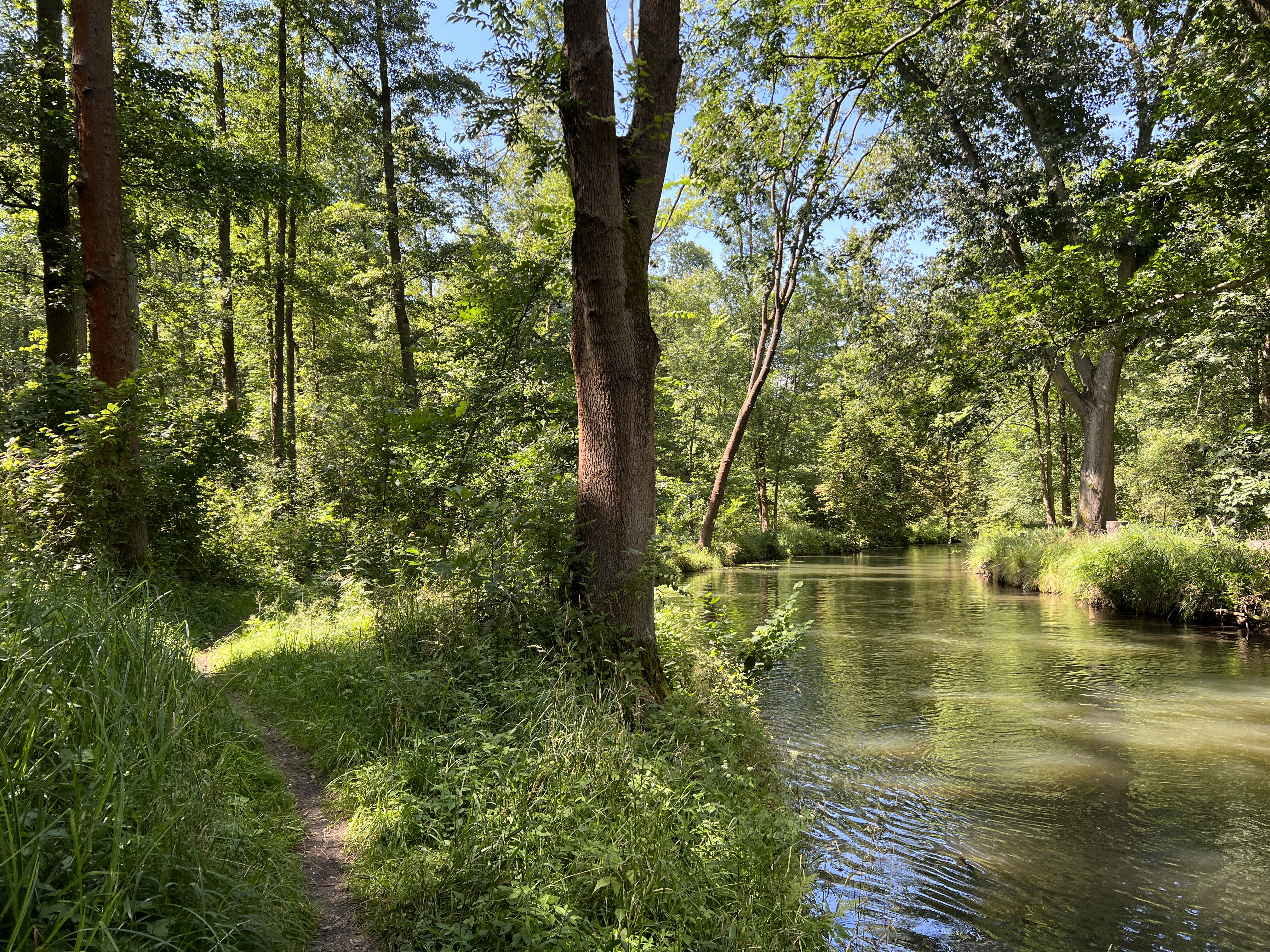
Fontaneweg im Naturschutzgebiet Innerer Oberspreewald

Der Weg rund um den Schwielowsee ist auch als Radwanderweg ausgelegt. Am See befindet sich das Schloss Petzow. Weil der Fontaneweg F6 angebunden ist an das überregionale Radfernwegenetz, beispielsweise an den Elberadweg, den Radweg Berlin–Kopenhagen und den Europaradweg R1, können umliegende Sehenswürdigkeiten schnell erreicht werden. Im Kapitel Der Schwielow und seine Umgebungen des Bandes Havelland beschreibt Fontane ausführlich den See (Auszüge) und die umliegenden Dörfer Caputh, Petzow, Alt- und Neu-Geltow, Baumgartenbrück, Werder und Glindow. Im Schlusswort vom 14. November 1881 zum Band Spreeland erinnert sich Fontane an seine Ausflüge mit dem Potsdamer Garnisonschullehrer Wagener:

„[…] und was von ernsten und heitren Geschichten unter all' diesen Kapitelüberschriften enthalten ist, entnahm ich zu sehr wesntlichem Teile seinem immer frischen und anschaulichen, weil überall aus der Erlebnisfülle schöpfenden Unterwegs-Gespräche. Mit einer wahren Herzensfreude denk' ich an jene Sommernachmittage zurück, wo wir von den Dörfern und Ziegelöfen am Schwielowsee heimkehrend, auf einer vor ein paar ausgebauten Häusern von Alt-Geltow liegenden Graswalze zu rasten und unser sehr verspätetes Vesperbrot aus freier Hand einzunehmen pflegten, ohne daß der Redestrom auch nur einen Augenblick gestockt hätte.“

## Fontaneweg im Landkreis Dahme-Spreewald
Ein weiterer als Fontaneweg bezeichneter Wanderweg verläuft auf einer Strecke von etwa 90 km zwischen Berlin-Schmöckwitz und Mittenwalde und liegt größtenteils im Landkreis Dahme-Spreewald. Auch dieser Wanderweg ist mit einem roten Balken auf weißem Grund markiert. Der Wanderweg wird mitunter mit einem namentlichen Zusatz versehen, der auf Fontanes Teilnahme an einer Bootexpedition auf der Sphinx anspielt (erzählt in „Die wendische Spree“, in Spreeland (1882), vierter Band der Wanderungen durch die Mark Brandenburg). Der Wanderweg bietet Anschluss an den Europäischen Fernwanderweg E10 und den 66-Seen-Wanderweg.
Von Norden aus beginnt der Wanderweg in Berlin-Schmöckwitz und führt über Zeuthen nach Königs Wusterhausen, verläuft dann am Krimnicksee und Krüpelsee vorbei nach Bindow und am Wolziger See vorbei nach Prieros. Von Prieros verläuft der Weg über Neubrück, Klein Köris, Groß Köris, Teupitz und Motzen nach Mittenwalde. Dabei führt er am Hölzerner See, Klein Köriser See, an den Teupitzer Gewässern und dem Motzener See sowie den Naturschutzgebieten Dubrow, Radeberge, Mühlenfließ-Sägebach und Töpchiner See vorbei.
Dieser Wanderweg umfasst einen Teilabschnitt des Fontanewegs F2 und stellt eine nahtlose Verbindung zum Fontaneweg F4 her. Letztendlich ergibt sich einschließlich der Fontanewanderwege F1, F2 und F4 so ein etwa 200 km langer und einheitlich markierter Fontanewanderweg zwischen Berlin-Köpenick und Potsdam, mit der zusätzlichen Anschlussmöglichkeit an den als Rundwanderweg angelegten Fontaneweg F6.

## Theodor-Fontane-Fernwanderweg
Markierung blauer Balken 
Ein Fernwanderweg in Brandenburg über etwa 110 km Länge führt vom Schiffshebewerk Niederfinow nach Frankfurt (Oder). An der Wegstrecke liegen zahlreiche Sehenswürdigkeiten wie Schloss Freienwalde, Schloss Trebnitz, die Bischofsstadt Lebus und die Gedenkstätte Seelower Höhen, bevor die Kleiststadt Frankfurt erreicht wird. Der rund zehn Kilometer lange Abschnitt des Fontanewanderweges durch das Waldgebiet zwischen Falkenberg (Mark) und Bad Freienwalde wurde 1951 als erster Naturlehrpfad der DDR angelegt, es schließen zahlreiche andere Wanderwege an den Weg an.

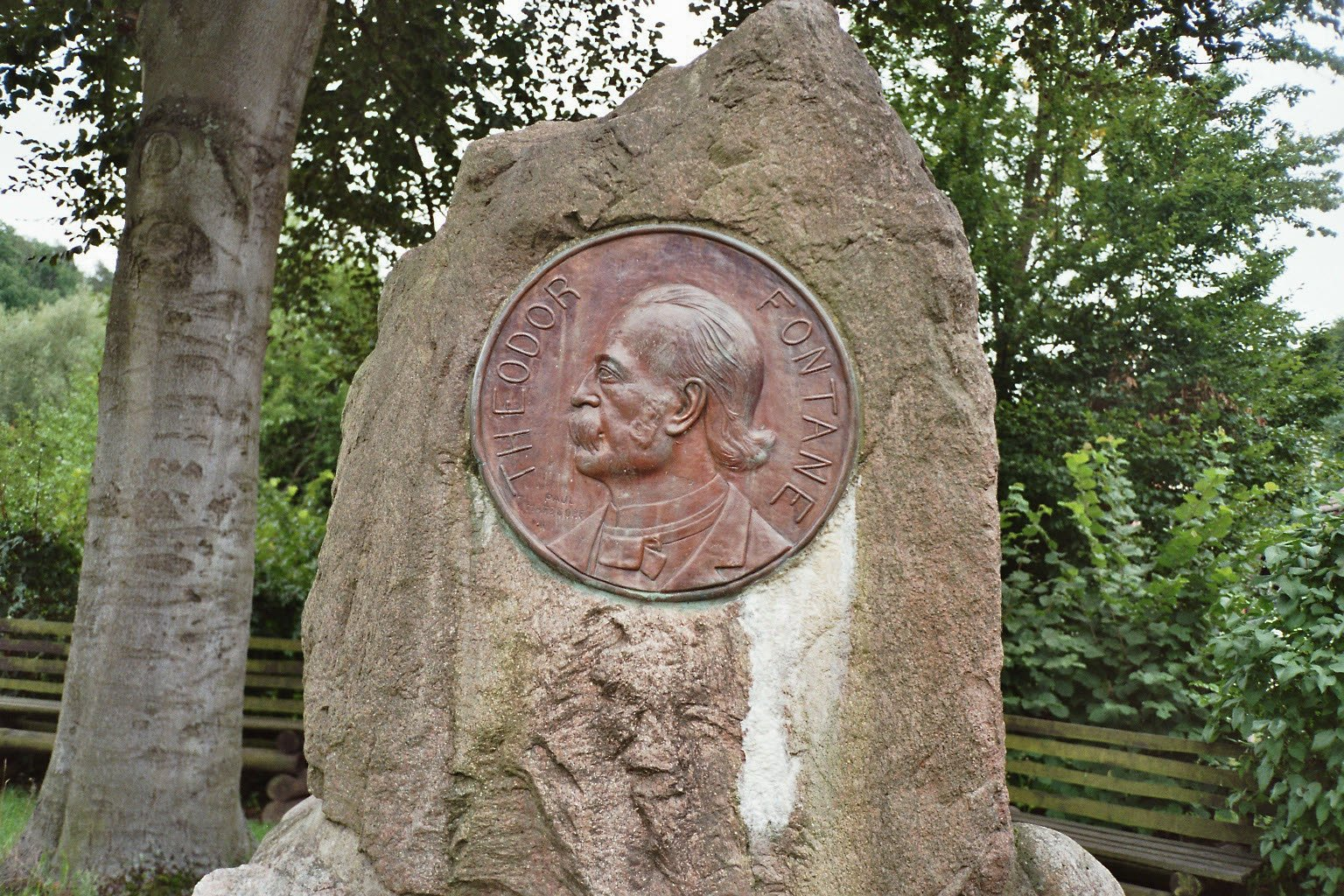
Fontanedenkmal in Falkenberg am TF 2

Im Landkreis Märkisch-Oderland wurden aus dieser Route drei Rundwege abgeleitet, welche besonders für Radwanderungen geeignet sind:
- Rundweg TF 1 ab Bad Freienwalde führt zum Fontane-Haus Schiffmühle ebenso, wie zum Eisenbahnmuseum Letschin oder zur Bockwindmühle Wilhelmsaue. An der Wegstrecke befinden sich verschiedene Baudenkmale, Museen und Naturlehrpfade.[21]
- Rundweg TF 2 startet in Strausberg und führt ebenfalls zu einer Bockwindmühle in (Beiersdorf-Freudenberg), an Baudenkmalen und dem Fontanedenkmal in Falkenberg (Mark) vorbei nach Kunersdorf mit seinem Lenné-Park und über Altfriedland mit den Resten des Zisterzienserklosters weiter in Richtung Strausberg zurück.[22]
- Rundweg TF 3 beginnt und endet in Seelow, hier ist der Besuch der Gedenkstätte Seelower Höhen möglich, in Gusow befindet sich ein Museum zur brandenburg-preußischen Geschichte im Schloss Gusow, Küstrin-Kietz und die Stadt Lebus liegen ebenfalls auf der Strecke.[23]

## Weitere Wanderwege

### Theodor-Fontane-Wanderweg zur Wurzelfichte
Markierung gelber Punkt 
Von Buckow führt der etwa sieben Kilometer lange Rundweg durch den Naturpark Märkische Schweiz. Der anfangs schmale Weg verläuft entlang des Sophienfließes durch sumpfige und dichtbewaldete Quellgebiete zur Wurzelfichte. Nach dem 160 bis 180 Jahre alten Baum, einem Wahrzeichen Buckows, senkt sich der Weg in die Drachenkehle (Schlucht) und steigt dann an auf den Krugberg, die mit 129 Metern höchste Erhebung des Naturparks. Vorbei an zwei Findlingen, den Teufelssteinen, erreicht er die Wolfsschlucht und quert nach der Günterquelle im Naturschutzgebiet Stobbertal den namensgebenden Bach Stöbber. Vom Besucherinformationszentrum des Naturparks Schweizer Haus führt der Weg zurück nach Buckow. Seine Wanderung am Sophienfließ zum Bollersdorfer Plateau beschrieb Fontane wie folgt:

„Wir wählen […] einen [Weg] […] durch jene lieblichen Schluchten und Waldpartien, die von einem Bergwasser, dem Sophienfließ, durchflossen werden. […] Tannen und Lärchenbäume fassen zu beiden Seiten die Hügelabhänge ein, Buchen und Birken sind in das Nadelholz eingestreut, der Kuckuck ruft, der Bach plätschert, und auf dem frischen Rasen, der das Wandern so leicht macht, liegen die Tannenäpfel oder spielen die Schatten und Lichter der Nachmittagssonne.“

### Fontanewanderweg um den Tornowsee
Der Fontanewanderweg ist ein etwa sieben Kilometer langer Rundweg um den Tornowsee in der Ruppiner Schweiz in Brandenburg. Am Weg liegen unter anderem die Boltenmühle und der Weiler Rottstiel.

### Plauer Fontaneweg
Es handelt sich um einen kurzen kulturgeschichtlichen Rundweg in Plaue, der das Schloss Plaue mit seiner Parkanlage erschließt. Das Plauer Schloss ist eines der fünf Schlösser, die Fontane im abschließenden Band der Wanderungen Fünf Schlösser ausführlich darstellte. Der Wanderweg bringt zudem die Wasser- und Waldlage Plaues näher.

## Havelradweg –Auf den Spuren von Theodor Fontane (1819–1898)
Auf einem Teilabschnitt von 310 km Länge folgt der Havelradweg der Wanderung Fontanes durch die Mark zu Sehenswürdigkeiten wie die Schlösser Sanssouci, Caputh, Paretz, Marquardt, oder Ribbeck.